# Liulang (sockenhuvudort i Kina, Hunan Sheng, lat 29,29, long 110,51)
Liulang (kinesiska: 柳榔, 协合, 协合乡) är en sockenhuvudort i Kina. Den ligger i provinsen Hunan, i den södra delen av landet, omkring 270 kilometer nordväst om provinshuvudstaden Changsha. Antalet invånare är 5 740. Befolkningen består av 2 786 kvinnor och 2 954 män. Barn under 15 år utgör 18,0 %, vuxna 15-64 år 68 %, och äldre över 65 år 13,0 %.
Runt Liulang är det ganska tätbefolkat, med 199 invånare per kvadratkilometer. Närmaste större samhälle är Wulingyuan, 7,1 km nordost om Liulang. I omgivningarna runt Liulang växer i huvudsak blandskog.
Genomsnittlig årsnederbörd är 1 766 millimeter. Den regnigaste månaden är maj, med i genomsnitt 286 mm nederbörd, och den torraste är december, med 22 mm nederbörd.